# Piper PA-30
Il Piper PA-30 Twin-Comanche è un aereo bimotore executive progettato e costruito dall'azienda aeronautica Statunitense Piper Aircraft. Si trattava di uno sviluppo bimotore dell'aereo monomotore PA-24 Comanche. Una variante con eliche controrotanti è stata designata Piper PA-39 Twin Comanche C/R.

## Varianti
PA-30 Twin Comanche
PA-30B Twin Comanche
PA-30B Turbo Twin Comanche
PA-30C Twin Comanche
PA-30-200 Twin Comanche B
PA-39 Twin Comanche C/R
PA-39 Turbo Twin Comanche C/R
Piper PA-40 Arapaho